# Amedeo Lissi
Amedeo Lissi (Como, 29 aprile 1908 – ...) è stato un calciatore italiano, di ruolo portiere.

## Carriera
Cresciuto nel Como, dal 1926 con l'allora Comense ha disputato a difesa della sua porta ben sette stagioni, cinque in Prima Divisione e due in Serie B disputando con i lariani 137 partite di campionato, poi è passato alle Acciaierie Falck di Sesto San Giovanni, per chiudere nella Vogherese.